# Занко
Занко — хутор в Приморско-Ахтарском районе Краснодарского края.
Входит в состав Свободного сельского поселения.
Основан этническим болгарином дворянского происхождения Иваном Занко, выходцем с Крымского полуострова, во 2-й половине 19-го века. На 1919 год на хуторе проживала семья сына основателя — Андрея Ивановича Занко (супруга Елена , 5 дочерей и 1 сын), а также 4 батраков. Наибольшую известность получил последний житель хутора по мужской линии лейтенант Георгий Андреевич Занко (1916-1944) во время ВОВ во время проведения операции "Багратион" будучи командиром САУ в составе экипажа уничтожил 15 гитлеровцев, а после повреждения САУ в стрелковом бою лично уничтожил еще 20 гитлеровцев, за что был награжден Орденом Отечественной войны 2 степени посмертно. Похоронен в деревне Заречье , республика Беларусь.

## Население
| 2002 | 2010 |
| ---- | ---- |
| 6    | ↗9   |